# Coupe de France féminine de water-polo 2011
Navigation
Coupe de France 2010
L'édition 2011 de la coupe de France de water-polo féminin a lieu les 8 et 9 octobre 2011 à Aix-en-Provence, dans le département des Bouches-du-Rhône. Cette deuxième édition d’affilée de cette compétition est remportée par l'Olympic Nice Natation, le tenant du titre.

## Organisation
Les quatre premiers clubs du championnat de national 1 dames 2010-2011 participent à la coupe de France féminine les 8 et 9 octobre à Aix-en-Provence, dans l'ordre final du championnat : l'Olympic Nice Natation, l'ASPTT Nancy water-polo, le Lille Université Club et l'USB Bordeaux. La confrontation prend la forme d'un championnat.

## Compétition
Le premier du championnat organisé entre les quatre clubs remporte la coupe de France féminine.
| Rang | Équipe                     | Pts | J | G | N | P | Bp | Bc | Diff |
| ---- | -------------------------- | --- | - | - | - | - | -- | -- | ---- |
| 1    | Olympic Nice natation      | 9   | 3 | 3 | 0 | 0 | 33 | 11 | +22  |
| 2    | ASPTT Nancy water-polo     | 4   | 3 | 1 | 1 | 1 | 19 | 15 | +4   |
| 3    | Lille Université Club      | 4   | 3 | 1 | 1 | 1 | 15 | 21 | -6   |
| 4    | Union Saint-Bruno Bordeaux | 0   | 3 | 0 | 0 | 3 | 15 | 35 | -20  |

| Date      |                            | Score |                            | Quarts-temps |
| --------- | -------------------------- | ----- | -------------------------- | ------------ |
| 8 octobre | Olympic Nice natation      | 16-4  | Union Saint-Bruno Bordeaux | - ; -        |
| 8 octobre | Lille université club      | 4-4   | ASPTT Nancy water-polo     | - ; -        |
| 9 octobre | Olympic Nice natation      | 12-3  | Lille université club      | - ; -        |
| 9 octobre | ASPTT Nancy water-polo     | 11-6  | Union Saint-Bruno Bordeaux | - ; -        |
| 9 octobre | Union Saint-Bruno Bordeaux | 5-8   | Lille université club      | - ; -        |
| 9 octobre | Olympic Nice natation      | 5-4   | ASPTT Nancy water-polo     | - ; -        |

## Sources et références
1. ↑  Résultats du championnat national 1 dames, ffnatation.fr ; page consultée le 3 septembre 2011.